# Pseudorabdion talonuran
Pseudorabdion talonuran är en ormart som beskrevs av Brown, Leviton och Sison, 1999. Pseudorabdion talonuran ingår i släktet Pseudorabdion och familjen snokar. IUCN kategoriserar arten globalt som sårbar. Inga underarter finns listade i Catalogue of Life.
Arten förekommer i Filippinerna. Den hittades i bergstrakter vid 1500 meter över havet. Ormen vistas i fuktiga skogar och den gömmer sig ofta mellan bland som ligger på marken.